# 圍成一圈來跳舞
《围成一圈来跳舞》（日语：WAになっておどろう）是NHK在于1997年播出的电视节目《大家的歌》中播出的歌曲。
在同年5月21日原唱AGHARTA发售了这首歌的CD后，V6在7月9日在自己的第七张单曲中收录了这首歌，同时也被众多的歌手翻唱。

## 在《大家的歌》中播出
本曲作为1997年 4月-5月的新歌曲播出。电视节目中歌曲的名字是《WAになっておどろう 〜イレ アイエ〜》。这首歌是《大家的歌》中首次播出的5分钟长度的「long version（长版）」。也是自1972年5月-7月的内幸町时代时播出的《空に小鳥がいなくなった日》以来时隔25年的长版歌曲播出。

## 各个版本

### AGHARTA版本
5月发售的AGHARTA的CD单曲（发售公司：avex CTDR-29000），标题为《ILE AIYE〜WAになって踊ろう〜》
收录的曲目1为《WAになっておどろう〜イレ アイエ〜》（NHK 大家的歌 VERSION），曲目2为《ILE AIYE〜WAになっておどろう》。两曲略有不同，曲目1为电视播出时使用的编辑过的版本，曲目2为通常的单曲。1998年冬季奥林匹克运动会闭幕式演奏时，使用的时曲目2的版本。奥运会官方主题曲亦使用曲目2的版本。
1. WAになっておどろう〜イレ アイエ〜 (NHK みんなのうたヴァージョン)
  - 作詞/作曲：長万部太郎、編曲：太田建
2. ILE AIYE〜WAになっておどろう
  - 作詞/作曲：長万部太郎
3. INSTRUMENTAL　※ CD附赠

### V6版本
1. WAになっておどろう
  - 作詞/作曲：長万部太郎、編曲：星野靖彦
  - AGHARTAの「ILE AIYE〜WAになって踊ろう〜」をカバーしたものである。
2. WHAT'S COOL? / Coming Century
  1. 作詞：三宅健、作曲：野田浩平、編曲：星野靖彦
3. WAになっておどろう（カラオケ）
4. WHAT'S COOL?（カラオケ）